# 모토르 시치
모토르 시치(우크라이나어: Мотор Січ, 영어: Motor Sich)는 전 세계의 항공기와 헬리코터용으로 제조되는 최대 엔진 제조사들 중 하나이다. 자포리자에 위치해 있다. 항공기와 헬리콥터용 엔진 외에도 산업용 해상 가스 터빈도 제조한다.

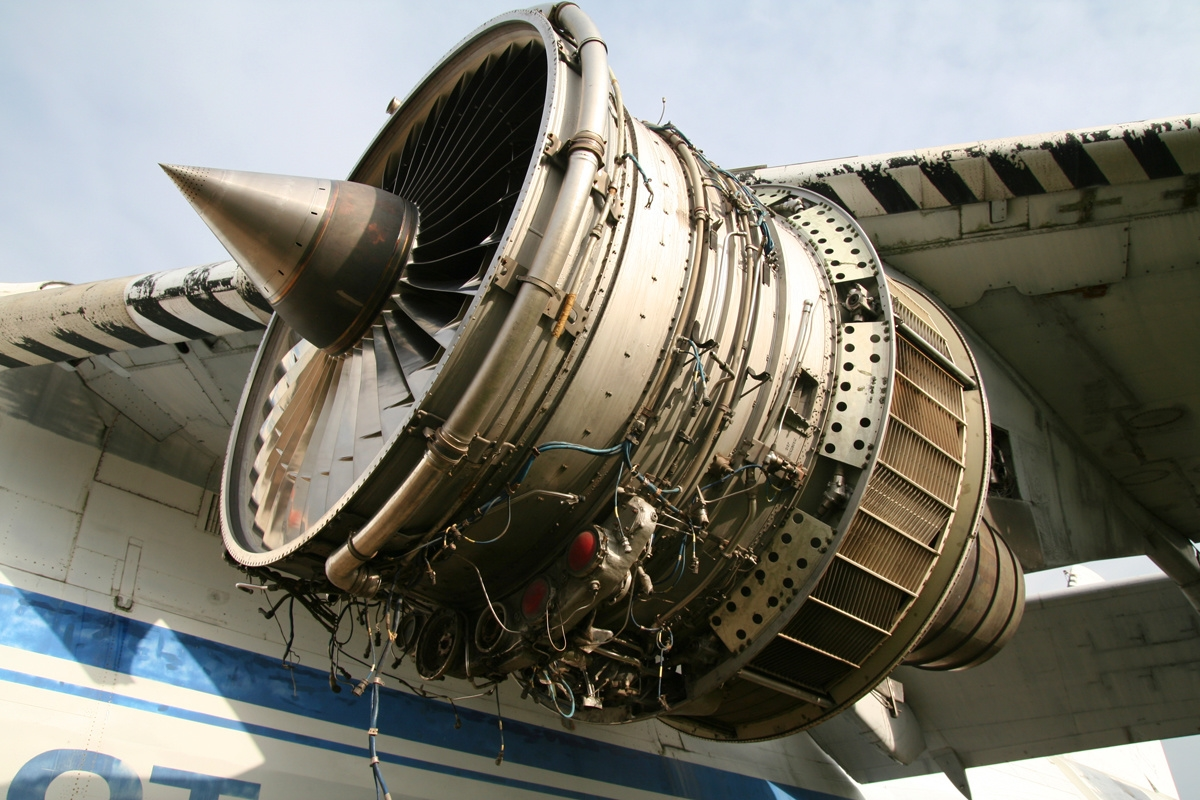
Progress D-18T 엔진
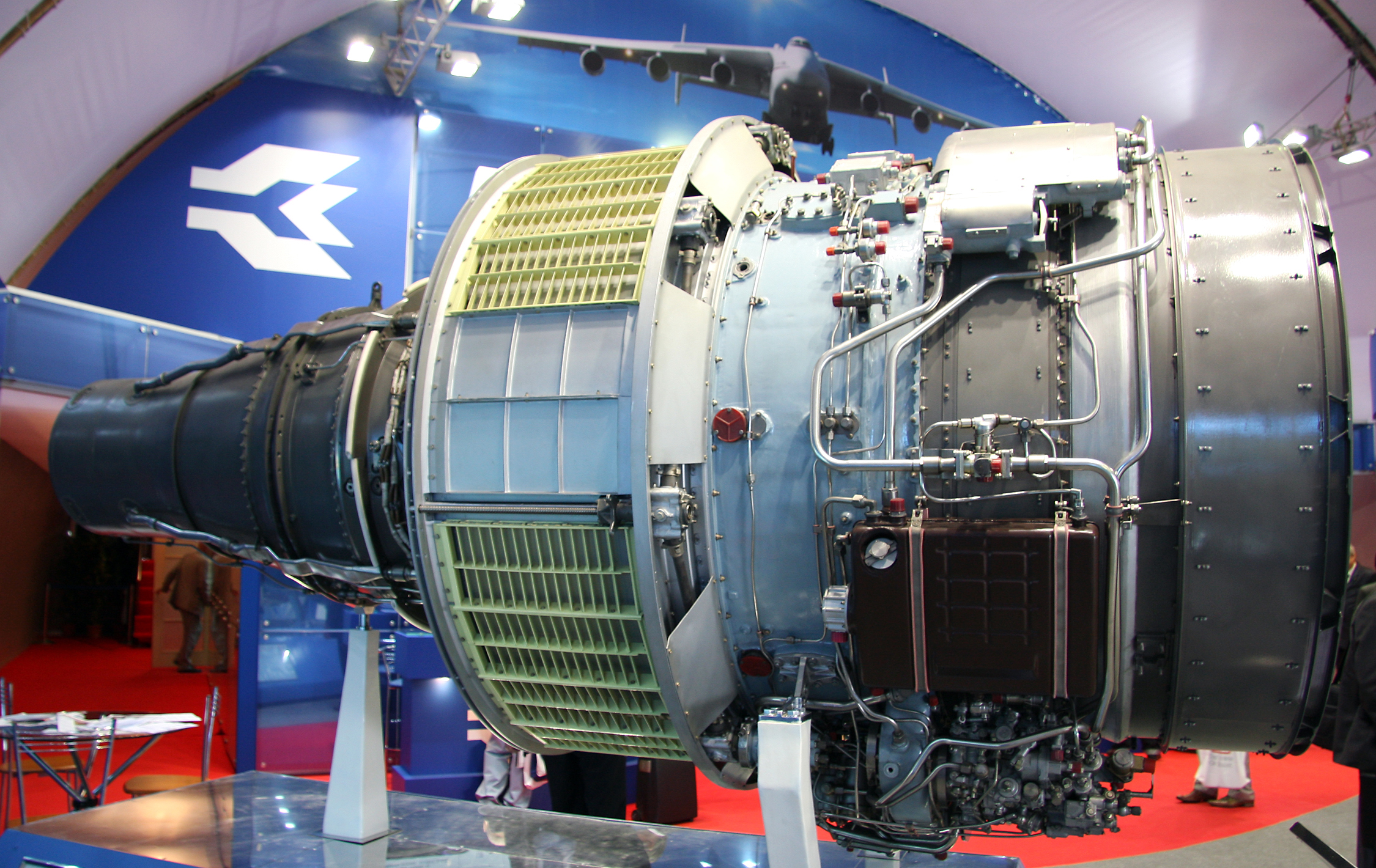
Progress D-436 엔진
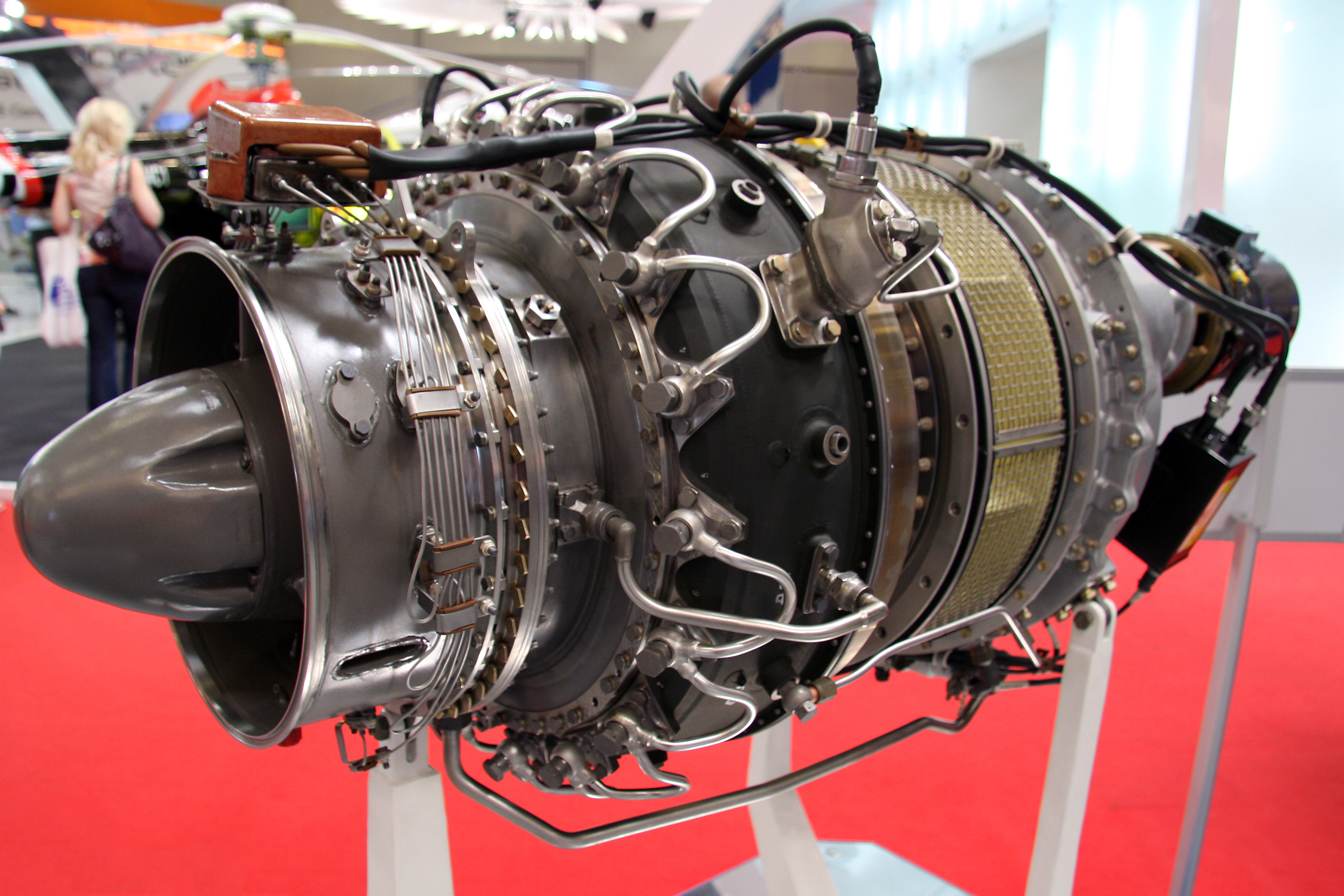
모토르 시치 MS-500V 엔진
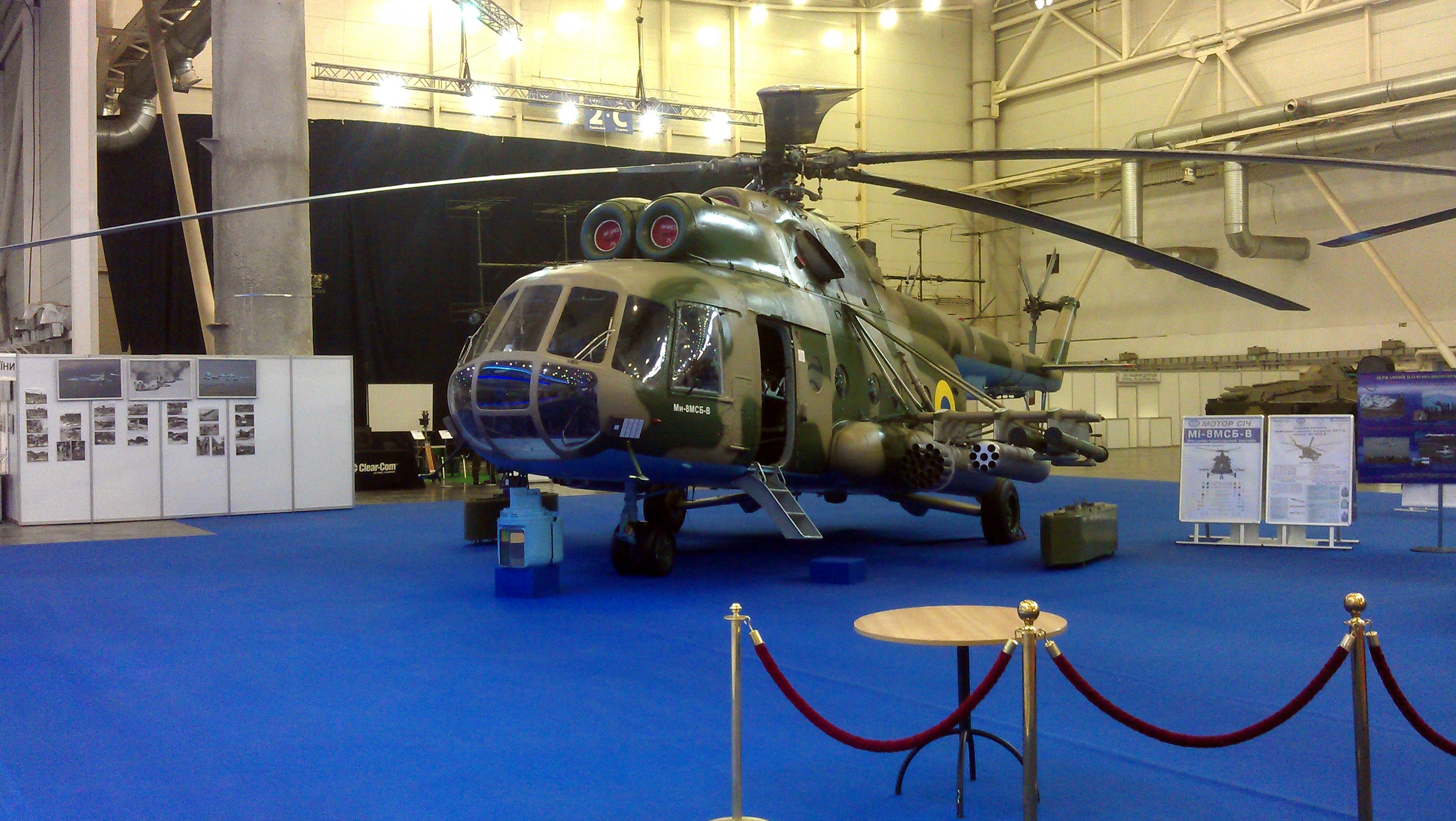
Mil Mi-8MSB-V
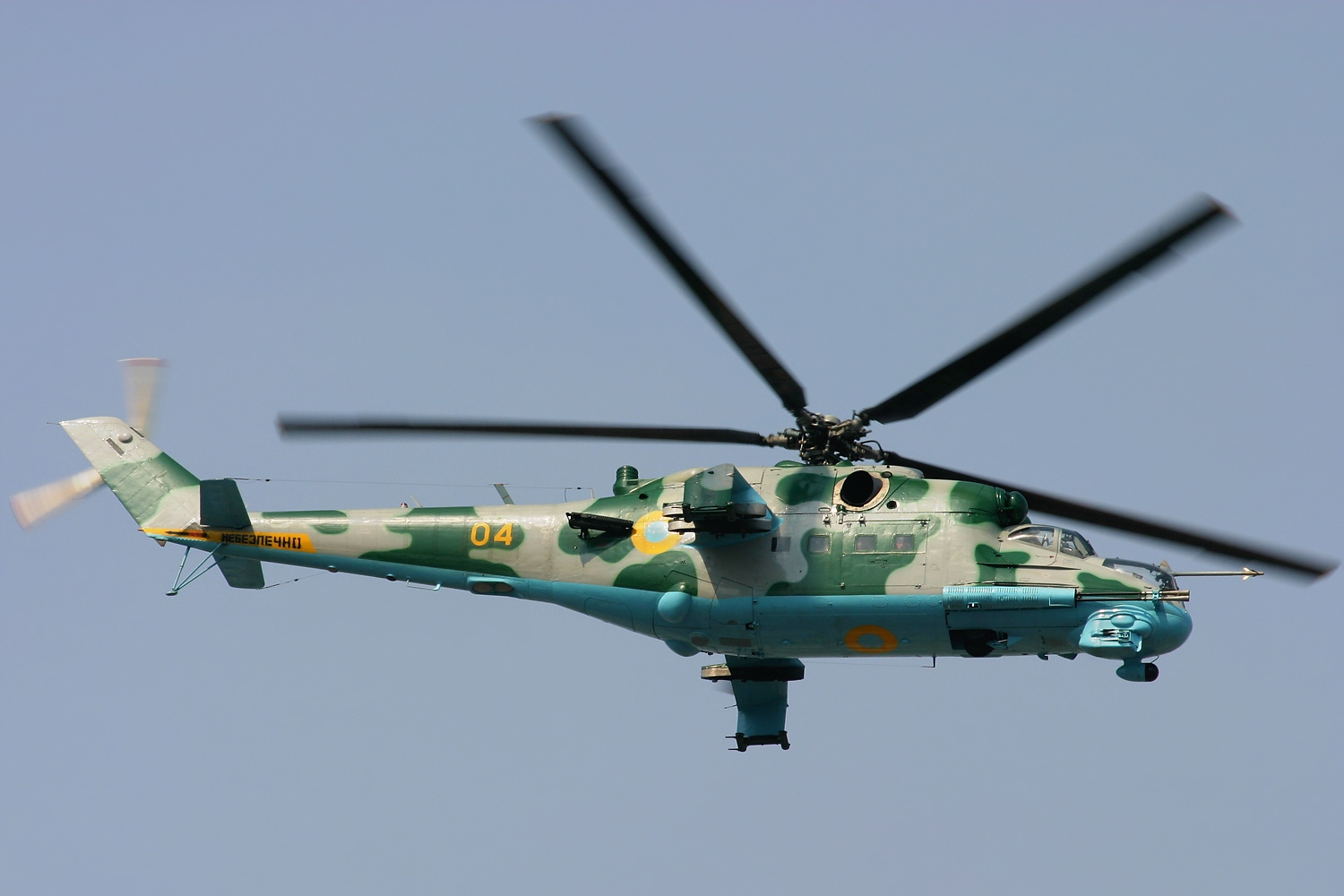
현대화된 Mil Mi-24P
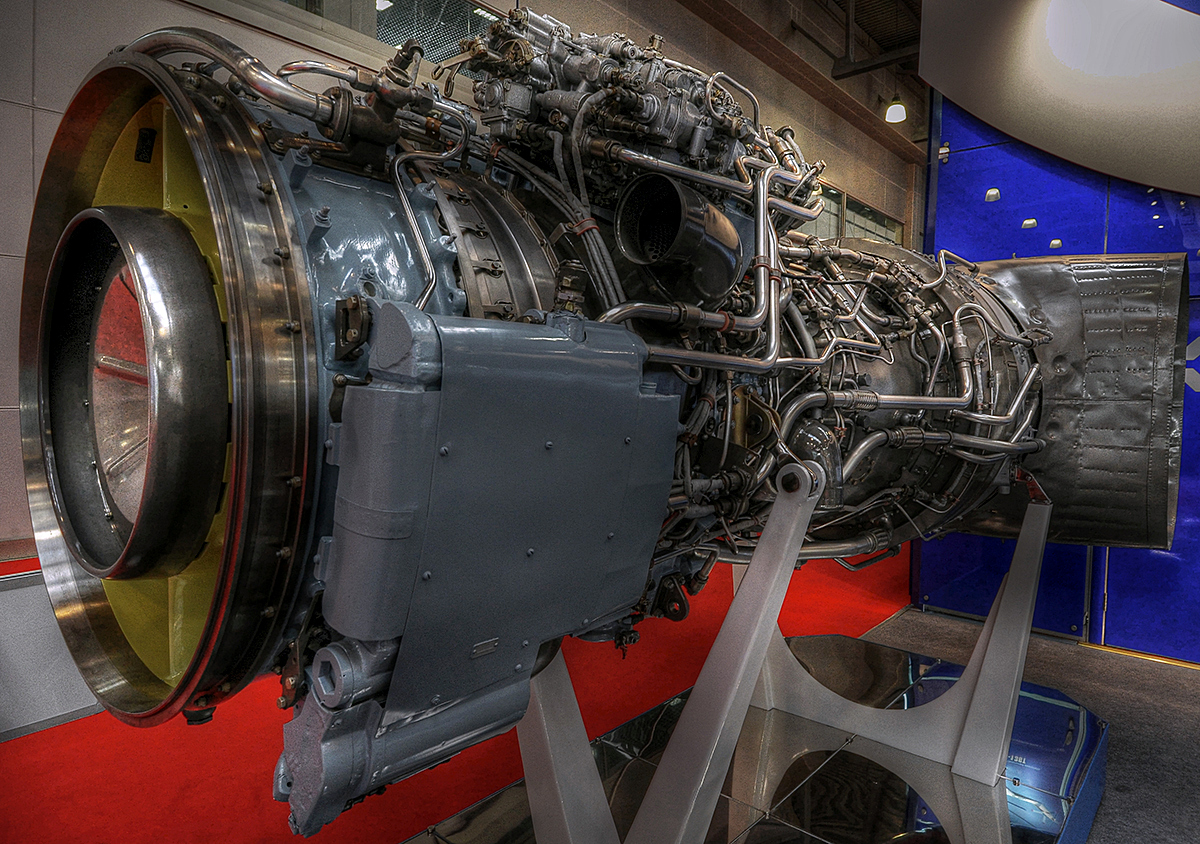
Progress AI-136T 터보샤프트 (Mi-26용)

## 같이 보기
- 항공기 엔진 제조업체 목록